# Джаяпатака Свами
Джаяпата́ка Сва́ми (IAST: Jayapatākā Svāmī, англ. Jayapataka Swami; имя при рождении — Го́рдон Джон Э́рдман младший, англ. Gordon John Erdman II; род. 9 апреля 1949, Милуоки, Висконсин) — индийский кришнаитский религиозный деятель и проповедник американского происхождения, один из старших учеников Бхактиведанты Свами Прабхупады (1896—1977), один из духовных лидеров Международного общества сознания Кришны (ИСККОН). С 1976 года Джаяпатака Свами исполняет в ИСККОН обязанности члена Руководящего совета, а с 1977 года — инициирующего гуру. Джаяпатака Свами также является членом правления издательства «Бхактиведанта Бук Траст», курирует в ИСККОН программу проповеди прихожанам и занимает пост вице-президента «Всемирной индуистской федерации» — общественной организации, которую он помог основать в 1981 году.
Гордон Джон Эрдман родился в городе Милуоки, в состоятельной семье. В возрасте 16 лет он с отличием окончил Военное училище Святого Иоанна и поступил в Брауновский университет, где после посещения лекции о буддизме начался его духовный поиск. В 1968 году Гордон Джон присоединился к ИСККОН в Сан-Франциско и в том же году впервые встретил основателя ИСККОН, Бхактиведанту Свами Прабхупаду в Монреале. Получив от него духовное посвящение и имя «Джаяпатака Даса», он был назначен президентом монреальского храма ИСККОН. В 1970 году Джаяпатака Свами отправился проповедовать в Индию где принял уклад жизни в отречении и титул «свами». В 1971 году Джаяпатака Свами возглавил проект по строительству храма и мировой штаб-квартиры ИСККОН в месте паломничества Маяпуре. В 1979 году он получил индийское гражданство, предварительно отказавшись от американского, и с тех пор активно путешествует и проповедует гаудия-вайшнавизм по всему миру. С этой целью он посетил более 70 стран. По данным на 2008 год у него было более 20 тыс. учеников в разных странах мира, большинство — в Индии.
На посту члена Руководящего совета, Джаяпатака Свами курирует деятельность ИСККОН в Эквадоре, Перу, Боливии, Чили, части Индии, Шри-Ланке, Непале, Бангладеш, Малайзии, Сингапуре, Таиланде и в странах Среднего Востока.
23 января 2004 года король Непала Гьянендра удостоил Джаяпатаку Свами государственной награды «за вклад в защиту и распространение индуизма по всему миру».
В октябре 2008 года Джаяпатака Свами пережил два кровоизлияния в мозг. В результате правая сторона его тела оказалась частично парализованной.

## Биография

### Семья, детство и учёба (1949—1967)
Гордон Джон Эрдман родился 9 апреля 1949 года (в день экадаши после индуистского праздника Раманавами) в городе Милуоки штата Висконсин, в набожной христианской семье Гордона Эрдмана и Лорейн Эрдман (в девичестве Голич). Родители будущего вайшнавского свами владели заводом по производству краски, который основал дед Гордона по отцу.
Детство Гордона прошло в богатом пригороде Милуоки. С ранних лет он показал незаурядный интеллект и большой интерес к философии и духовным темам. Он очень любил читать, в особенности книги по мифологии. По воспоминаниям Джаяпатаки Свами, в возрасте 11 лет он заболел кожной болезнью и по совету своего деда излечился просто призывая имя Бога.
Образование Гордон получил в Военном училище Святого Иоанна — престижной частной школе-интернате в пригороде Милуоки Делафилд. В училище Гордон был одним из лучших учеников в классе и до последнего класса — старостой группы. Просыпался он очень рано, около 4 часов утра, и регулярно посещал богослужения в местной христианской церкви. Сдав экстерном экзамены за несколько лет учёбы, в возрасте 16 лет Гордон с отличием окончил училище и для продолжения своего образования выбрал престижный Брауновский университет, где ему предложили полную стипендию. В университете Гордон изучал языки. Однажды он попал на лекцию о жизни Будды, которая произвела на него большое впечатление. Гордон потерял интерес к учёбе и начал поиски гуру. Осознав, что на Западе ему будет трудно найти истинного гуру, он решил отправиться в Индию, надеясь встретить там своего духовного учителя.

### Встреча с кришнаитами и Бхактиведантой Свами Прабхупадой (1968)
В 1968 году Гордон приехал в Сан-Франциско, где стал регулярно посещать разные духовные группы, изучая их лидеров и стараясь понять насколько они сами следовали тому, о чём говорили. Но ни в одном из случаев он не был удовлетворён. Однажды он попал на фестиваль в парке «Золотые ворота», где увидел множество странно одетых молодых людей, которые играли на караталах (ручных тарелочках) и пели мантру «Харе Кришна». До этого он ничего не знал о кришнаитах и никогда не слышал мантры «Харе Кришна». Обратив внимание на звон каратал, он подошёл поближе к сидевшим в кружок кришнаитам. Увидев вайшнавский знак тилаки на лбу у одного из кришнаитов, Гордон испугался и убежал. Вернувшись через какое-то время, он не застал кришнаитов на прежнем месте.
Спустя какое-то время Гордон увидел на улице плакат, который объявлял о предстоящем вайшнавском фестивале Ратха-ятры. В конце было приглашение прийти и за 25 центов купить вегетарианский обед в кришнаитском храме. К тому времени Гордон уже был вегетарианцем и так или иначе хотел найти кришнаитов, поэтому отправился по указанному адресу. В храме он отведал освящённой пищи прасада и купил комплект из нескольких томов «Шримад-Бхагаватам» в переводе Бхактиведанты Свами Прабхупады.
В это время кришнаиты активно занимались подготовкой к Ратха-ятре, которая должна была состояться через неделю. Строительством колесницы для Джаганнатхи руководил старший ученик Прабхупады Джаянанда Даса, который стал первым духовным наставником Гордона, а впоследствии — первым вайшнавским святым Международного общества сознания Кришны. Джаянанда предложил Гордону помочь в строительстве, на что тот охотно согласился. Впоследствии Джаяпатака Свами вспоминал: «В течение недели, пока я помогал Джаянанде строить колесницу, он рассказывал мне о Кришне, о духовном учителе, и к концу недели я был твердо убеждён, что сознание Кришны — это серьёзный процесс. И я решил так — я попробую два месяца. Если спустя это время всё будет идти хорошо, я продолжу, если нет — посмотрим. Но я буду делать всё правильно. И также я должен встретиться с гуру».
В день фестиваля, который состоялся 30 июня 1968 года, Джаянанда Даса побрил Гордону голову и тот окончательно перешёл жить в храм, приняв монашеский образ жизни. Джаяпатака Свами вспоминает, как в свои первые дни как монах, он каждое утро читал книгу Прабхупады под названием «Лёгкое путешествие на другие планеты» и повторял мантру «Харе Кришна» перед картиной с изображением Кришны, сидящего на берегу священной реки Ямуны.
Через несколько дней Гордон узнал о том, что в Монреаль вскоре приезжает Прабхупада. Желая встретится с гуру-основателем Международного общества сознания Кришны, он вместе с президентом сан-франциского храма отправился в Канаду, по пути посетив храм ИСККОН в Нью-Йорке.
Когда Гордон прибыл в Монреаль, Прабхупада в тот же день вечером дал лекцию по «Бхагавад-гите». Джаяпатака Свами вспоминает: «В то время я обладал способностью видеть ауру и состояние людей по цвету их ауры. У Прабхупады было что-то особое — у него была сияющая бело-золотистая аура и она расширялась, заполняя собой всю комнату. И всё, что он говорил, было так замечательно и настолько исполнено смысла. Я был очень вдохновлён». После окончания лекции Гаргамуни Даса представил Гордона Прабхупаде и тот пригласил его отобедать вместе на следующий день.
После первого личного даршана, Прабхупада назначил Гордона помощником своего секретаря. Он стирал одежду Прабхупады, убирался в его комнате и каждое утро ходил с ним и группой других кришнаитов на утренние прогулки, во время которых Прабхупада беседовал со своими учениками на различные философские темы. Однажды Гордон спросил Прабхупаду насчёт своей способности видеть человеческие ауры, на что Прабхупада ответил: «Не беспокойся, это пройдёт. Ты поднимешься с ментального уровня на духовный».
Отец Гордона, Джон Хьюберт, был христианином и тяжело воспринял тот факт, что его сын стал вайшнавским монахом. В течение восьми лет он не общался со своим сыном. Однако, постепенно, он смирился с религиозным выбором Гордона. Перед смертью, Джон Хьюберт сказал находившемуся у его постели священнику, что очень горд за своего сына, за то, что тот добился больших успехов в своей духовной жизни. На похоронах, священник поведал об этом всем собравшимся там родственникам почившего.

### Принятие духовного посвящения. Миссионерская деятельность в Монреале, Торонто и Чикаго (1968—1970)
24 июля 1968 года Гордон Джон получил от Шрилы Прабхупады духовное посвящение и санскритское духовное имя «Джаяпатака Даса», что в буквальном переводе означает «Флаг победы». Вручив ему чётки джапа-мала, Шрила Прабхупада сказал, что Джаяпатака должен стать «флагом победы Господа Кришны».
В монреальском храме тогда проживало около 25 монахов. Через две недели после того, как Джаяпатака получил инициацию, президент храма вместе с 20 монахами уехал в другой город открывать новый храм, назначив Джаяпатаку новым президентом и возложив на него ответственность за поддержание храма. Денег на оплату аренды здания не было и Джаяпатака Даса вместе с другими монахами устроился на работу. За несколько месяцев он сменил порядка десяти разных работ. По его воспоминаниям, одной из самых «ужасных» была работа в качестве мойщика полов в кофейне, где продавали гамбургеры. Одновременно Джаяпатака Даса выполнял обязанности пуджари храмовых божеств и ответственного за издание вайшнавской литературы и её рассылки по храмам ИСККОН в США.
Спустя какое-то время Шрила Прабхупада дал Джаяпатаке второе, брахманическое посвящение в Нью-Йорке. Позже Джаяпатака Даса, по просьбе Шрилы Прабхупады, содействовал открытию новых храмов ИСККОН в Торонто и Чикаго.

### Начало проповеди в Индии и принятие санньясы (1970)
Когда в 1970 году Джагадиша Даса сменил Джаяпатаку на посту президента недавно открытого храма ИСККОН в Торонто, Джаяпатака написал письмо Шриле Прабхупаде, спрашивая его наставлений. В ответном письме Шрила Прабхупада велел ему по долгосрочной визе отправляться в Индию «так как у нас там очень много работы». Джаяпатака начал своё путешествие имея очень ограниченные денежные средства. Из Чикаго он поехал в Монреаль, затем в Лондон, далее в Брюссель, где купил всего за 114 долларов билет на дешёвый рейс из Европы в Индию на старом военном самолёте, которым управляли арабские пилоты Мухаммед Али и Мухаммед Амин. Через 48 часов, транзитом через Каир и Южный Йемен, Джаяпатака добрался до Бомбея и оттуда до Калькутты.
В Калькутте Джаяпатака Даса присоединился к Ачьютананде Дасе — другому ученику Шрилы Прабхупады, занимавшемуся проповедью в Индии. Общаясь с торговцами овощей и фруктов на базаре, Джаяпатака начал учить бенгали. Вместе с другими кришнаитами он проводил проповеднические программы в домах индусов, занимался распространением вайшнавской литературы и устраивал уличные киртаны.
29 августа 1970 года в Индию прибыл Прабхупада. Джаяпатака Свами организовал для него две огромные проповеднические программы, на каждую из которых пришло более 30 тыс. человек. Джаяпатака узнал, что перед тем, как отправится в Индию, Прабхупада дал посвящение в санньясу группе своих учеников. Когда Прабхупада спросил Джаяпатаку, хотел ли тот также принять санньясу, тот ответил своим согласием. Церемония прошла в день праздника Радхаштами (день явления Радхи). Прабхупада лично провёл подобающее в таких случаях ведическое огненное жертвоприношение. С принятием уклада жизни в отречении, Джаяпатака Даса, согласно индуистской традиции, получил титул «свами». Таким образом, он стал 12-м учеником Прабхупады, принявшим санньясу.

### Развитие проекта в Маяпуре (1971—1974)
В 1971 году ИСККОН приобрёл участок земли в святом для кришнаитов месте паломничества Маяпуре. По замыслу Прабхупады, здесь должна была располагаться мировая штаб-квартира ИСККОН. Прабхупада поручил этот проект Джаяпатаке Свами, сказав, что отныне, это миссия всей его жизни. В начальный период, Джаяпатаке Свами в его работе по развитию проекта помогала группа всего из пяти кришнаитов. Для начала, они занялись земледелием. Джаяпатака Свами прочитал несколько книг, научился различным методам в земледелии и в первый же год собрал хороший урожай. Местные фермеры были удивлены и попросили Джаяпатаку Свами научить их новым методам возделывания земли. Это помогло создать тёплые и дружеские отношения с местными жителями. Джаяпатака Свами учил их современным методам земледелия, а они обучали его бенгали.
Вскоре Джаяпатака Свами начал давать лекции на бенгали, во время которых его немногочисленные слушатели-бенгальцы помогали ему, исправляя его ошибки. Джаяпатака Свами вспоминает, что он хотел начать изучать бенгали ещё на Западе, но в то время в этом не было необходимости. Его желание автоматически исполнилось после того, как он приехал в Бенгалию. Впоследствии Джаяпатака Свами освоил не только бенгали, но и хинди, что сделало его проповедь более доступной для индийского населения.
Первое время жизнь в Маяпуре была крайне аскетичной. Кришнаиты жили в соломенных хижинах и питались однообразной пищей, приготовленной из выращенных ими же овощей. Местность кишела комарами и ядовитыми змеями. Через несколько месяцев кришнаиты построили трёхкомнатный барак, в котором и поселились. Вскоре, под руководством Джаяпатаки Свами началось строительство храма и гостиницы для паломников. Первым было построено гостиничное здание «Лотус-бхаван». Джаяпатака Свами вспоминает, что когда для установки в будущем храме в Маяпур привезли мурти Радхи-Мадхавы, он немедленно признал в них божества, явившиеся ему во сне за несколько лет до этого, во время проповеди на Западе.
Когда возникла необходимость защищать новые владения ИСККОН от местных бандитов, с разрешения Прабхупады и местной полиции Джаяпатака Свами приобрёл огнестрельное оружие. Для охраны территории ИСККОН, Джаяпатака Свами разделил проживавших там кришнаитов на несколько дружин (дав им имена «дружина Арджуны», «дружина Кришны» и т. д.), которые по ночам поочерёдно занимались охраной владений.
Вскоре Джаяпатака Свами подал прошение об индийском гражданстве. Согласно индийским законам, он длительное время не имел права выезжать за пределы Индии. Это время он посвятил путешествию по бенгальским деревням, занимаясь проповедью и распространения вайшнаской духовной литературы. Прабхупада дал Джаяпатаке Свами наставление распространять 10 000 «больших» и 100 000 «маленьких» книг каждый месяц и попросил его уделить особое внимание проповеди прихожанам. Джаяпатака Свами распространял вайшнавскую литературу различными способами: на базарах, на огромных им же организованных фестивалях, и на проповеднических программах в домах прихожан. В этот же период Прабхупада поделился со своими учениками мечтой о строительстве в Маяпуре огромного храма и ведического планетария. Прабхупада попросил Джаяпатаку Свами помочь в осуществлении этого проекта. Однажды, Прабхупада сказал, что в своём предыдущем рождении Джаяпатака Свами был одним из спутников Чайтаньи Махапрабху, который в этот раз родился на Западе с целью проповеди гаудия-вайшнавизма.

### Организация фестиваля Гаура-пурнимы и Навадвипа-мандала парикрамы (1974)
В марте 1974 года в Маяпуре был организован первый фестиваль Гаура-пурнимы — празднования дня явления Чайтаньи Махапрабху. Около 400 кришнаитов приехали в святое место из Северной и Южной Америки, Австралии, Европы и других уголков мира.
Во время этого фестиваля Джаяпатака Свами впервые повёл группу преданных на многодневную парикраму по различным святым местам Навадвипы. Это паломничество получило название «Навадвипа-мандала парикрама» и с тех пор проводится ежегодно с участием нескольких тысяч кришнаитов, большинство из которых составляют индийцы и паломники из стран бывшего СССР.

### Назначение на руководящие посты в ИСККОН (1976—1977)

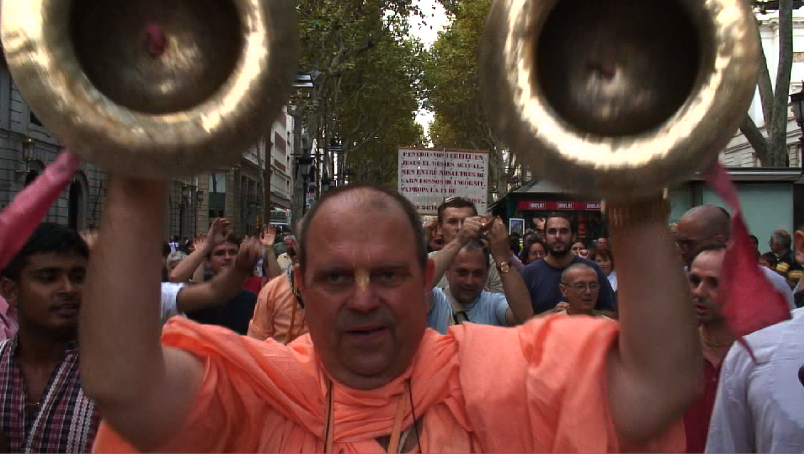
Джаяпатака Свами на харинама-санкиртане в Барселоне. (8 августа 2007 года).

В 1976 году Прабхупада назначил Джаяпатаку Свами членом Руководящего совета Международного общества сознания Кришны и поручил ему курировать деятельность ИСККОН в индийских штатах Бихар, Орисса и Западная Бенгалия. Позже Джаяпатака Свами также стал руководить ИСККОН в Ассаме. Там ему преподнесли в подарок огромные позолоченные караталы, которые являются традиционным музыкальным инструментом в этом регионе Индии. С тех пор Джаяпатака Свами играет на этих караталах в киртанах и берёт их с собой в свои проповеднические туры по всему миру.
В 1977 году Прабхупада назначил Джаяпатаку Свами и других 10 своих старших учеников своими представителями. Они решали вопросы о приёме кандидатов в ученики, начитывали им чётки и давали новым ученикам духовные имена. Делали они это от имени Прабхупады и новые ученики становились учениками Прабхупады. В мае 1977 года Прабхупада отправился во Вриндавану, призвав Джаяпатаку Свами и других своих старших учеников присоединиться к нему. В июне того же года во Вриндаване прошло собрание членов Руководящего совета ИСККОН, которые подготовили для Прабхупады список вопросов, касающихся руководства ИСККОН после его смерти. Одним из ключевых был вопрос о том, как новые ученики должны были получать духовное посвящение после смерти Прабхупады. 9 июля 1977 года Прабхупада подписал документ, разъяснив в нём этот вопрос. Назначенные ранее 11 представителей должны были продолжить цепь ученической преемственности и принимать учеников после смерти Прабхупады.
В октябре 1977 года Джаяпатака Свами отправился во Вриндавану, где, 4 ноября 1977 года, за десять дней до своей смерти, Прабхупада объявил о создании «Благотворительного фонда Бхактиведанты Свами» («Bhaktivedanta Swami Charity Trust») и о назначении Джаяпатаки Свами его пожизненным директором. Тогда же Прабхупада попросил Джаяпатаку Свами приложить все усилия для продолжения развития маяпурского проекта, в частности для создания там условий для приёма всё большего числа паломников со всего мира. После смерти Прабхупады 14 ноября 1977 года, Джаяпатака Свами и другие 10 старших кришнаитов стали инициирующими гуру ИСККОН.

### Организация благотворительной программы «Пища жизни» в Индии и другая деятельность
После Войны за независимость Бангладеш, Джаяпатака Свами организовал благотворительную программу ИСККОН в Западной Бенгалии по бесплатной раздаче вегетарианской пищи беженцам и всем нуждающимся. Сделал он это по желанию Прабхупады, который попросил ежедневно кормить как минимум несколько сотен голодных людей. Эта программа была частью всемирной благотворительной акции, проводимой благотворительной организацией «Харе Кришна — пища жизни». В 1974 году по указанию Прабхупады Джаяпатака Свами построил в Маяпуре огромный павильон для раздачи еды, в котором одновременно могли принимать пищу более 1000 человек.
Во время бенгальского наводнения 1978 года, Джаяпатака Свами лично руководил раздачей пищи пострадавшим жителям затопленных деревень. В результате, группа влиятельных индусов и несколько тысяч жителей бенгальских деревень обратились к индийскому правительству с просьбой предоставить Джаяпатаке Свами индийское гражданство. Их просьба была удовлетворена в 1979 году.
В 1977 году храм и штаб-квартира ИСККОН в Маяпуре подверглись нападению бандитов. В знак протеста, Джаяпатака Свами собрал вместе 25 000 местных жителей и организовал огромную процессию, в которой приняли участие 168 групп киртана. Воспевая мантру «Харе Кришна», толпа прошла через весть Маяпур.

### Получение индийского гражданства и начало проповеди за пределами Индии

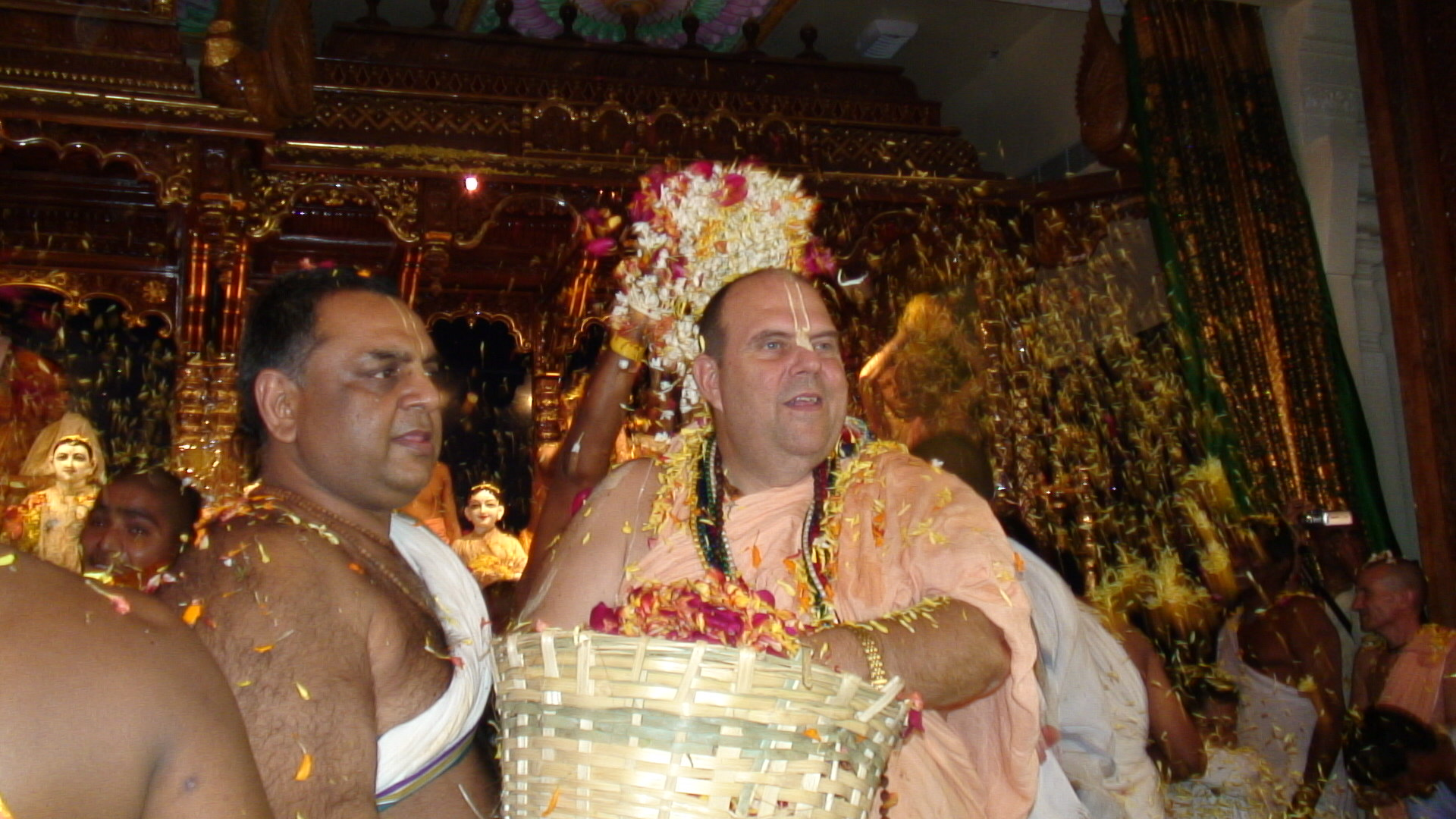
Джаяпатака Свами на фестивале открытия нового храма ИСККОН в Тирупати во время обряда пушпа-абхишека (омовения цветочными лепестками; 31 января 2007 года).

После получения индийского гражданства в 1979 году Джаяпатака Свами совершил своё первое проповедническое кругосветное путешествие. В 1980 году, по приглашению Хридаянанды Госвами, он впервые посетил Латинскую Америку, куда после этого стал приезжать регулярно. Позже, желая более успешно проповедовать в этом регионе, Джаяпатака Свами выучил испанский язык. В период с 1982 по 1999 год Джаяпатака Свами также руководил ИСККОН в юго-восточном регионе США.
Когда один из лидеров ИСККОН Хамсадутта Свами в 1984 году был исключён из рядов организации, возникла опасность, что храмы ИСККОН в Малайзии, где у него было много учеников, последуют за ним. Вместе с Хари Шаури Дасой, Джаяпатака Свами провёл в Малайзии три недели и за это время спас ситуацию. После этого он начал курировать деятельность ИСККОН в этой стране, а позже к зоне его ответственности был также добавлен Сингапур.

### Фестиваль в Шантипуре и основание «Всемирной индуистской федерации»
Потомок Адвайта Ачарьи выбрал Джаяпатаку Свами руководителем проводимого ежегодно благотворительного фестиваля в Шантипуре, Западная Бенгалия, в ходе которого ИСККОН за один день раздаёт бесплатную пищу примерно 40 000 нуждающимся деревенским жителям.
В 1981 году Джаяпатака Свами выступил одним из основателей общественной организации «Всемирная индуистская федерация» («World Hindu Federation»). В настоящее время Джаяпатака Свами занимает пост вице-президента этой организации.
23 января 2004 года король Непала Гьянендра удостоил Джаяпатаку Свами и двух других руководителей «Всемирной индуистской федерации» государственных наград «за вклад в защиту и распространение индуизма по всему миру».

### Покушение в аэропорту Мадрида (1989)
В конце августа 1989 года Джаяпатака Свами впервые посетил Испанию. 26 августа он принял участие в праздновании дня явления Кришны, Кришна-джанмаштами, проходившего в Нуэва-Враджамандале — кришнаитской сельскохозяйственной общине в 100 км от Мадрида, в провинции Гвадалахара. Спустя несколько дней, утром 3 сентября, Джаяпатака Свами в сопровождении двух кришнаитов прибыл в мадридский аэропорт «Барахас», намереваясь отправиться оттуда в Барселону. В аэропорту на него с ножом напал кришнаитский монах-послушник Сантьяго Лаффа Санчо.
В результате проведённого испанской полицией расследования выяснилось, что Сантьяго Лаффа был аргентинцем, ранее иммигрировавшим в Испанию и получившим испанское гражданство. Ему было 33 года, к кришнаитам он присоединился за три месяца до этого. Несмотря на то, что он имел признаки психически больного человека, кришнаиты приняли его и позволили ему жить в общине Нуэва-Враджамандала. Там Сантьяго Лаффа и познакомился с Джаяпатакой Свами, который в течение нескольких дней давал в общине лекции. За день до инцидента Сантьяго Лаффа отправился в близлежащий город Гвадалахару и купил там три больших кухонных ножа, один из которых по его просьбе был заточен с обеих сторон.
В воскресенье 3 сентября Сантьяго Лаффе было поручено отвезти гостившую в Нуэва-Враджамандале семейную пару французских кришнаитов на мадридский железнодорожный вокзал Чамартим, где те должны были сесть на поезд и вернуться во Францию. Подъезжая к Мадриду, Сантьяго, без объяснения причин, поменял маршрут и направился в аэропорт «Барахас», где в это время в багажном отделении находился Джаяпатака Свами. Спрятав под полой своего дхоти купленные ранее ножи, он приблизился к Джаяпатаке Свами, внезапно набросился на него и перерезал ему горло. Сопровождавшие Джаяпатаку Свами двое кришнаитов обезвредили Лаффу до того, как тот смог нанести последний, смертельный удар. Подоспевшая к месту происшествия испанская полиция арестовала Лаффу, сопровождавших Джаяпатаку Свами двух кришнаитов и французскую семейную пару. При аресте Лаффа порезал себя ножом в нескольких местах. Джаяпатака Свами в тяжёлом состоянии был доставлен в реанимационный отдел одной из мадридских больниц.
Представитель ИСККОН заявил испанским СМИ, что Сантьяго Лаффа, по всей видимости, совершил преступление в приступе безумия, иначе никак нельзя было объяснить его поведение. Сам Лаффа объявил, что хотел убить Джаяпатаку Свами за то, что тот «позорил индуизм», вдохновлял кришнаитов распространять религиозную литературу в общественных местах. Позже в результате судебной экспертизы Сантьяго Лаффа был признан невменяемым и через какое-то время отпущен на свободу. Джаяпатака Свами объявил о том, что полностью прощает его.

### Паломнический тур «Сафари»
Начиная с 1989 года, Джаяпатака Свами ежегодно после фестиваля Гаура-пурнимы проводит многодневный паломнический тур под названием «Сафари». Каждый год выбирается новый маршрут по святым местам в разных частях Индии и Бангладеш, преимущественно имеющих какое-либо отношение к жизни и деятельности основоположника традиции гаудия-вайшнавизма Чайтанье Махапрабху.

### Болезнь
В октябре 2008 года Джаяпатака Свами пережил два кровоизлияния в мозг. В течение нескольких недель он находился между жизнью и смертью в элитной мумбайской больнице «Хиндуджа». По словам главного невролога Мумбаи доктора П. П. Ашока, причиной критического состояния Джаяпатаки Свами послужило кровотечение в стволовой части мозга, где находятся жизненные центры человека, отвечающие за дыхание, сознание и т. д. Поэтому даже незначительное усиление кровотечения могло привести к смертельному исходу. П. П. Ашок заявил, что «Всё может ухудшиться в любой момент без особых предварительных признаков. В случае если ухудшения не последует, восстановительный процесс будет очень медленным».
В ноябре 2008 года Джаяпатака Свами перенёс трахеостомию, после чего ему была установлена «трубочка» в трахее для улучшения его общего состояния здоровья.
Правая сторона тела Джаяпатаки Свами оказалась частично парализованной, что затронуло его способность двигаться и говорить. Несмотря на эти телесные ограничения, Джаяпатака Свами продолжает проповедовать и принимать новых учеников.

## Литературная деятельность
Джаяпатака Свами перевёл с бенгали на английский книгу Бхактисиддханты Сарасвати «Вайшнава Ке?», написав к ней свои комментарии. В настоящее время он работает над переводом других вайшнавских текстов. Джаяпатака Свами также занят написанием книги, повествующей о жизни и деятельности Чайтаньи. Некоторые из книг Джаяпатаки Свами также были изданы на русском языке.

## Ответственность в Руководящем совете ИСККОН
| 2009 | Андаманские и Никобарские острова, Коморские Острова, Сейшельские Острова, Иордания и Йемен | |
| 2009 | Боливия, Эквадор и Перу                                                                     | Атмарама Даса                                                                                                   |
| 2009 | Чили                                                                                        | Вирабаху Даса и Тиртхараджа Даса                                                                                |
| 2009 | Орисса (центр и юг за исключением Пури)                                                     | Бхактичару Свами                                                                                                |
| 2009 | Орисса (север и Пури), Калькутта                                                            | Бхакти Пурушоттама Свами и Бхактичару Свами                                                                     |
| 2009 | Маяпур                                                                                      | Гопала Кришна Госвами, Бхактичару Свами, Бхакти Пурушоттама Свами, Рамай Свами, Прагхоша Даса и Радханатх Свами |
| 2009 | Мегхалая и Трипура                                                                          | Бхакти Пурушоттама Свами и Эканатха Даса                                                                        |
| 2009 | Бутан, Ассам, Орисса (запад), Западная Бенгалия (за исключением Маяпура и Калькутты)        | Бхакти Пурушоттама Свами                                                                                        |
| 2009 | Андхра-Прадеш                                                                               | Бхану Свами и Реватирамана Даса                                                                                 |
| 2009 | Керала, Тамил-Наду (запад)                                                                  | Бхану Свами и Сарваишварья Даса                                                                                 |
| 2009 | Карнатака (за исключением Белгаума)                                                         | Бхану Свами и Шанкхадхари Даса                                                                                  |
| 2009 | Белгаум                                                                                     | Радханатх Свами и Бхану Свами                                                                                   |
| 2009 | Лакшадвип, Мальдивы, Пондишерри, Шри-Ланка и Тамил-Наду (восток)                            | Бхану Свами |
| 2009 | Сингапур и Таиланд                                                                          | Кавичандра Свами                                                                                                |
| 2009 | Бангладеш, Непал, Сикким, Бихар и Джаркханд                                                 | Бхакти Пурушоттама Свами и Прабхавишну Свами                                                                    |
| 2009 | Бруней и Малайзия                                                                           | Прабхавишну Свами                                                                                               |
| 2009 | Бахрейн, Кувейт, Оман, Катар, Саудовская Аравия и Объединённые Арабские Эмираты             | Харивиласа Даса                                                                                                 |